# Payson (Utah)
Payson je město v okresu Utah County ve státě Utah ve Spojených státech amerických. K roku 2010 zde žilo 18 294 obyvatel. S celkovou rozlohou 22,5 km² byla hustota zalidnění 810 obyvatel na km². Město leží asi 3 míle východně od města Salem.
V minulosti neslo město název Peteetneet Creek. 